# Međugranska obavještajna služba
Međugranska obavještajna služba (urdu: بین الخدماتی استخبارات‎, eng.: Inter-Services Intelligence, ISI) je obavještajna služba Pakistana. ISI je operativno odgovoran za prikupljanje, obradu i analizu podataka o nacionalnoj sigurnosti iz cijelog svijeta. Kao jedan od glavnih članova pakistanske obavještajne zajednice, ISI je prvenstveno usmjeren na pružanje obavještajnih podataka za vladu Pakistana. Na čelu ISI-ja je glavni ravnatelj.
ISI se sastoji od časnika koji dolaze iz sve tri grane Oružanih snaga Pakistana: vojske, ratnog zrakoplovstva i ratne mornarice i otuda i ime Međugranska obavještajna služba. Međutim, ISI također zapošljava mnoge civile. Od 1971. na čelu ISI-a je ravnatelj u činu general pukovnika Pakistanske vojske, kojeg imenuje premijer na preporuku načelnika Glavnog stožera Oružanih snaga, koji preporučuje tri službenika za taj posao. Od 1. listopada 2018. godine na čelu ISI-a je glavni ravnatelj general-pukovnik Asim Munir. Glavni ravnatelj odgovara izravno premijeru i načelniku Glavnog stožera.
ISI je stekao međunarodnu prepoznatljivost i ugled 1980-ih kada je podupirao afganistanske mudžahedine protiv Sovjetskog Saveza tijekom Sovjetsko-afganistanskog rata u tadašnjoj Demokratskoj Republici Afganistan. Tijekom rata, ISI je blisko surađivao s američkom CIA-om na obuci i financiranju mudžahedina američkim, pakistanskim i saudijskim sredstvima. Nakon pada Sovjetskog Saveza, ISI je pružio stratešku potporu i obavještajne podatke afganistanskim talibanima i Al-Kaidi protiv Sjevernog saveza tijekom afganistanskog građanskog rata 1990-ih. 

## Povijest
Međugranska obavještajna služba je osnovana 1948. godine od strane general-bojnika Roberta Cawthomea. Robert Cawthome je rođen u Australiji i bio je general bojnik u Britanskoj indijskoj vojsci u britanskoj Indiji. Nakon neovisnosti Pakistana i Indije, preselio se u Pakistan i pridružio se novoformiranoj vojsci u Pakistanu. Formirao je Pakistanski vojni zbor veze i služio je kao zamjenik načelnika Glavnog stožera u vojsci. 
Cawthome je 1948. osnovao Međugransku obavještajnu službu zajedno sa Syedom Shahidom Hamidom nakon Indijsko-pakistanskog rata 1948. godine koji je otkrio slabosti u prikupljanju obavještajnih podataka između Pakistanske vojske, Ratnog zrakoplovstva, Ratne mornarice, Obavještajnog ureda i Obrambene obavještajne službe. Od tuda i ime nove obavještajne službe koja je trebala služiti kao poveznica između različitih grana Oružanih snaga i njihovih obavještajnih službi. Ustroj službe je njegovo djelo. Promaknut je u čin general-bojnika s dvije zvjezdice u pakistanskoj vojsci. Godine 1950. postao je drugi generalni ravnatelj ISI-ja nakon Syeda Shahida Hamida. Naslijedio ga je Riaz Hussain 1959. Nakon umirovljenja, Cawthome se vratio u Ujedinjeno Kraljevstvo i živio tamo do svoje smrti. Cawthome je do danas najduže bio na položaju glavnog ravnatelja ISI-ja, služeći na tom položaju devet godina. 
ISI je najznačajnija i najveća obavještajna služba u Pakistanu. Osnovna uloga ISI-ja je objedinjavanje i procjena obavještajnih podataka za više vladine i vojne dužnosnike. Obavještajni agenti su civili i vojni dužnosnici koji zajedno rade na pitanjima nacionalne sigurnosti. Na čelu ISI-a je general pukovnik Pakistanske vojske, kojeg imenuje premijer na preporuku načelnika stožera vojske.

## Ustroj
Na čelu ISI-a je gčavni ravnatelj, koji je u činu general pukovnika u Pakistanskoj vojsci. Tri zamjenika ravnatelja vode tri krila ISI-ja: 
- Unutarnje krilo - odgovorno za domaće obavještajno djelovanje, domaću protuobavještajno djelovanje, protušpijunažu i borbu protiv terorizma.
- Vanjsko krilo - odgovorno za vanjsku obavještajnu djelatnost, vanjsku protuobavještajnu djelatnost i špijunažu.
- Krilo za vanjske odnose - zaduženo za diplomatske obavještajne poslove i diplomatske odnose

### Odjeli
- Odjel za tajno djelovanje - odgovoran je za paravojne i tajne operacije, kao i za posebne aktivnosti. Njihova uloga je slična Odjelu za posebne aktivnosti CIA-e, a nekolicina policajaca je obučena od strane CIA-e SAD-a i djeluje od 1960-ih.
- Zajednički obavještajni odjel X - koordinira sve ostale odjele u ISI-ju. Informacije prikupljene od drugih odjela šalju se u odjel X koji priprema i obrađuje informacije i iz kojih priprema izvješća
- Zajednički obavještajni ured - odgovoran za prikupljanje antidržavnih obavještajnih podataka i lažnih droga, lažne valute
- Zajednički protuaobavještajni ured - usmjeren na indijsku obavještajnu službu, RAW
- Zajednički obavještajni odjel Sjever - isključivo odgovoran za regiju Jammu i Kašmir i Sjeverna područja.
- Zajednički raznovrsni obavještajni odjel - odgovoran za špijunažu, uključujući i ofenzivne obavještajne operacije, u drugim zemljama.
- Zajednički obavještajni signalni ured - prikuplja obavještajne podatke duž indijsko-pakistanske granice. Ured ELINT, COMINT i SIGINT koji je zadužen za preusmjeravanje napada iz stranih elektromagnetskih zračenja koja ne komuniciraju, a koja potječu od drugih nuklearnih detonacija ili radioaktivnih izvora.
- Zajednički tehnički obavještajni odjel - bavi se razvojem znanosti i tehnologije kako bi se unaprijedilo prikupljanje obavještajnih podataka u Pakistanu. Uprava je zadužena za poduzimanje koraka protiv napada elektroničkim ratom u Pakistanu. Bez ikakve iznimke, službenici iz ovih odjela prijavljuju se kao inženjerijski časnici i vojni znanstvenici koji se bave vojnim promicanjem znanosti i tehnologije.  Postoje i odvojeni eksplozivi i dijelovi kemijskog i biološkog ratovanja.
- SS uprava - sastoji se od službenika iz grupe za posebnu službu [SSG]. Ona prati aktivnosti terorističkih skupina koje djeluju protiv države Pakistan. SS uprava usporediva je s onom koju provodi Nacionalni istražni zavod FBI-ja (National Bureau of Investigation - FBI) i odgovoran je za specijalne operacije protiv terorista.
- Unutarnji politički odjel - pratio je financijsko financiranje desničarske sfere političkih znanosti protiv lijevih političkih krugova.

## Ravnatelji
| Ravnatelj            | Razdoblje     |
| -------------------- | ------------- |
| Syed Shahid Hamid    | 1948. – 1950. |
| Robert Cawthome      | 1950. – 1959. |
| Riaz Hussain         | 1959. – 1966. |
| Mohammad Akbar Khan  | 1966. – 1971. |
| Ghulam Jilani Khan   | 1971. – 1977. |
| Muhammad Riaz        | 1977. – 1979. |
| Akhtar Abdur Rahman  | 1979. – 1987. |
| Hameed Gul           | 1987. – 1989. |
| Shamsur Rahman Kallu | 1989. – 1990. |
| Asad Durrani         | 1990. – 1992. |
| Javed Nasir          | 1992. – 1993. |
| Javed Ashraf Qazi    | 1993. – 1995. |
| Javed Ashraf Qazi    | 1993. – 1995. |
| Naseem Rana          | 1995. – 1998. |
| Ziauddin Butt        | 1998. – 1999. |
| Mahmud Ahmed         | 1999. – 2001. |
| Ehsan ul Haq         | 2001. – 2004. |
| Ashfaq Parvez Kayani | 2004. – 2007. |
| Ahmad Shuja Pasha    | 2008. – 2012. |
| Zaheerul Islam       | 2012. – 2014. |
| Rizwan Akhtar        | 2014. – 2016. |
| Naveed Mukhtar       | 2016. – 2018. |
| Asim Munir           | 2018. -       |

## Poveznice
- RAW, indijska obavještajna služba
- CIA, američka obavještajna služba
- BND, njemačka obavještajna služba
- DGSE, francuska obavještajna služba
- MI6, britanska obavještajna služba
- Mossad, izraelska obavještajna služba
- SOA, hrvatska sigurnosno-obavještajna služba
- SVR, ruska obavještajna služba

## Vanjske poveznice
- Službena stranica  Arhivirana inačica izvorne stranice od 9. listopada 2020. (Wayback Machine)